# Гантер (Канзас)
Гантер (англ. Hunter) — місто (англ. city) в США, в окрузі Мітчелл штату Канзас. Населення — 51 особа (2020).

## Географія
Гантер розташований за координатами 39°14′6″ пн. ш. 98°23′47″ зх. д. / 39.23500° пн. ш. 98.39639° зх. д. (39.234990, -98.396305).  За даними Бюро перепису населення США в 2010 році місто мало площу 0,54 км², уся площа — суходіл.

## Демографія
Згідно з переписом 2010 року, у місті мешкало 57 осіб у 33 домогосподарствах у складі 15 родин. Густота населення становила 105 осіб/км².  Було 61 помешкання (113/км²).
Расовий склад населення:
| - 98,2 % — білих - 1,8 % — корінних американців |

До двох чи більше рас належало 0,0 %. Частка іспаномовних становила 1,8 % від усіх жителів.
За віковим діапазоном населення розподілялося таким чином: 14,0 % — особи молодші 18 років, 36,9 % — особи у віці 18—64 років, 49,1 % — особи у віці 65 років та старші. Медіана віку мешканця становила 63,5 року. На 100 осіб жіночої статі у місті припадало 78,1 чоловіків;  на 100 жінок у віці від 18 років та старших — 75,0 чоловіків також старших 18 років.
Середній дохід на одне домашнє господарство  становив 31 991 долар США (медіана — 31 250), а середній дохід на одну сім'ю — 37 042 долари (медіана — 32 188). За межею бідності перебувало 26,5 % осіб, у тому числі 70,0 % дітей у віці до 18 років та 33,3 % осіб у віці 65 років та старших.
Цивільне працевлаштоване населення становило 37 осіб. Основні галузі зайнятості: освіта, охорона здоров'я та соціальна допомога — 29,7 %, сільське господарство, лісництво, риболовля — 16,2 %, оптова торгівля — 10,8 %, науковці, спеціалісти, менеджери — 8,1 %.